# Régiment d'infanterie de marine du Pacifique - Polynésie
Le régiment d'infanterie de marine du Pacifique - Polynésie (RIMaP-P) est une formation administrative de l'armée de terre française. Créé en 1916, il est dissous le 19 juillet 2012, alors remplacé par le détachement terre de Polynésie (DTP/RIMaP-P) avec des effectifs réduits mais conservant les mêmes missions. Le 1er août 2015, le nom de RIMaP-P est redonné à l'unique régiment du Pacifique-Polynésie appartenant à la Défense. Elle fait partie des Forces armées en Polynésie française.

## Historique de la présence militaire en Polynésie française
- Elle ne cite pas suffisamment ses sources. Vous pouvez indiquer les passages à sourcer avec {{référence nécessaire}} ou {{Référence souhaitée}}, et inclure les références utiles en les liant aux notes de bas de page. (Marqué depuis septembre 2020)
- Elle contient une ou plusieurs listes. Le texte gagnerait à être rédigé sous la forme d’un ou plusieurs paragraphes synthétiques, afin d’être plus agréable à lire. (Marqué depuis septembre 2020)
- Son texte doit être wikifié : il ne correspond pas à la mise en forme Wikipédia (style, typographie, liens internes, liens entre les wikis, etc.). (Marqué depuis septembre 2020)

### L'arrivée des Français auXVIIIesiècle
1768 : les premiers Français débarquent à Tahiti, menés par Bougainville, un an après les premiers Anglais.  
Pendant 70 ans, la présence française n’est pas significative mais Tahiti est une escale incontournable dans le Pacifique sud. L’accueil des navires français en Polynésie est toujours grandiose. À cette époque, les missions protestantes anglaises fleurissent sur tous les archipels et à Tahiti. À leur tête se trouve le pasteur Pritchard. A contrario, les missions catholiques françaises n'ont qu'une faible influence.
1838 : tentative du Roi Louis-Philippe d’imposer à la Reine Pōmare IV un protectorat.  Premières révoltes fomentées par les Anglais sur le Fenua (île de Tahiti).
1843 : le Roi de France nomme Bruat comme gouverneur. Sa flottille débarque à Papeete où les premières troupes coloniales sont chargées d'instaurer le protectorat. 
Le pasteur Pritchard est arrêté. Repli des insurgés sur la presqu'île de Taiarapu. 
1844 : construction par les Français du fort de Taravao sur l’isthme, face à la presqu’île afin de contrôler ses accès. Le capitaine Mariani dirige les travaux. Il commande une centaine de marsouins (infanterie de marine) et une quarantaine de matelots ouvriers.
1844, mai et juin : batailles de Mahaena et de Haapape (pointe Venus) : les rebelles, contre le protectorat français, sont vaincus par des unités des 1er, 2e et 3e Régiment d’Infanterie de Marine, qui forment un bataillon depuis 1843. 
21 mars 1844 : attaque du fort de Taravao par les Tahitiens. Bombardement des villages par les troupes françaises.
17 avril 1844, bataille de Mahaena : 441 soldats attaquent le camp rebelle tenu par 1 000 guerriers.
29 juin 1844, Faa’a : les troupes françaises attaquent les Tahitiens avec 160 hommes. 
Victoire française. Le même jour, à la pointe Vénus : 400 Français repoussent les Tahitiens. 
20 au 22 mars 1846, Papeete : 2 attaques successives par les troupes rebelles.
12 avril 1846, Punaauia : Bruat tente un débarquement. Il est défait par 600 Tahitiens.
25 mai 1846, Papenoo : 1 200 soldats attaquent le camp, les Tahitiens s’esquivent. 
17 décembre 1846, Punaruu : attaque du camp tahitien en passant par les sommets de la Fautaua, victoire française. Le même jour à Fautaua : attaque du bastion rebelle.
1846 : Les insurgés, installés entre le “plateau des orangers” et le Diadème, ne peuvent plus emprunter la vallée de la Punaruu fermée par un fort depuis peu. Renforcés par des volontaires Maohi, les soldats français s’emparent du Diadème en escaladant la falaise et enferment les rebelles dans la vallée. Leur capture met fin à deux années de guerre.
Janvier 1847 : la reine revient sur Tahiti et place l’île sous le protectorat français avec l’appui des chefs tahitiens.
Le 19 juin 1847, la Reine Pomare signe une convention avec les Français et les Anglais, pour la poursuite du protectorat français dans les îles Sous-le-Vent. 
L’infanterie coloniale s’installe en garnison à Papeete. L’arsenal est créé à Fare Ute. 
L’actuelle Présidence abrite les Artilleurs de Marine dès 1868. En 1899, l’Infanterie de Marine les remplacera. La caserne prendra le nom du gouverneur de l’île : Bruat.
1888 : les Tahitiens deviennent citoyens français.
1898 : Tahaa et Raiatea passent de force sous protectorat français.
1899 : toute la Polynésie est sous le protectorat français.
1905 : diminution conséquente des effectifs militaires en Polynésie. Ne subsistent plus que : la « Zélée » (bateau de la Marine), 1 peloton d’infanterie coloniale et 1 peloton de réservistes.

### La Première Guerre mondiale et les Polynésiens
À la veille de la Première Guerre mondiale, la garnison de Papeete comptait 150 volontaires, 40 marins, 60 marsouins. 
Le 22 septembre 1914, alors que deux croiseurs allemands veulent faire le plein de charbon à Papeete, le lieutenant de vaisseau Destremau s’oppose à eux, mais les navires allemands bombardent la ville et feront deux morts. La Zélée est coulée.
Entre 1915 et 1916, 1 088 Tahitiens rejoignent à Nouméa le Bataillon Mixte du Pacifique par contingents successifs, qui deviendra en avril 1917, le Bataillon Mixte de Marche du Pacifique.
Le bataillon rejoint les unités combattantes en juin 1918. 
Il enlève le village de Vesles-et-Caumont dans l'Aisne et reçoit la croix de guerre 14-18 avec une palme. 
Après le retour au fenua (île de Tahiti) en 1919, le bataillon est dissous. 
300 Polynésiens meurent en France lors de ce conflit.

### L'après-guerre à Tahiti
1926 : Un cyclone ravage les îles. Pour la 1re fois, l'armée intervient au profit de la population.
1930 : La guitare fait son apparition à Tahiti et suscite d'emblée un engouement marqué. Elle vaudra au bataillon du Pacifique le nom de « bataillon des guitaristes ».
1938 : création de la compagnie autonome d’infanterie coloniale de Tahiti

### La Seconde Guerre mondiale et les Tamarii volontaires au sein du Bataillon du Pacifique

#### Le départ du Fenua
En 1940, seule la compagnie autonome d’infanterie coloniale de Tahiti marque la souveraineté française en Polynésie. Elle est commandée par le capitaine Broche.
Félix Broche est né à Marseille le 5 avril 1905. À 18 ans, il part pour le Dahomey (actuel Bénin) où il occupera pendant 32 mois un poste à la compagnie française de l’Afrique occidentale. En 1926, il renonce à l’exemption dont bénéficient les jeunes français résidant aux colonies et est incorporé au 22e Régiment d’Infanterie Coloniale. En novembre 1926, il est admis au cours d’élève officier de réserve à Saint-Maixent. Il en sort sous-lieutenant et choisit de servir au 10e Régiment de Tirailleurs Sénégalais à Tunis. Son temps de service légal accompli, il prépare et réussit le concours d’entrée à l’École Militaire d’Infanterie et de Chars de Combat de Saint-Maixent. À sa sortie d’école en 1931, il choisit de servir de nouveau au 10e RTS. Il reste un an à Tunis et en octobre 1932, il est désigné pour servir à Madagascar au 1er Régiment Mixte stationné à Tananarive. Réaffecté au 10e RTS en 1935, le lieutenant Broche est choisi en mars 1938 pour remplir les fonctions d’adjoint au colonel commandant le Centre de Motorisation des Troupes Coloniales de Fréjus. Nommé capitaine le 25 décembre 1938, il rejoint le 4 juillet 1939, Tahiti pour y prendre le commandement de la compagnie autonome d’infanterie coloniale de Tahiti 
En 1940, le général de Gaulle lance, à partir des studios de Radio Londres, l’appel du 18 juin. Cet appel va engendrer le ralliement de territoires d’outre-mer et notamment celui des Nouvelles-Hébrides le 22 juillet 1940, des Établissements Français de l’Océanie avec Tahiti le 2 septembre 1940 et de la Nouvelle-Calédonie le 20 septembre 1940.
Le capitaine Broche lance lui aussi un appel le 27 septembre 1940, par le même moyen pour la formation du corps expéditionnaire français du Pacifique. Et dans les jours qui suivent, un millier d’hommes se présentent à la caserne pour former les rangs de ce bataillon du Pacifique. Le bataillon ainsi formé est composé de 50 cadres et de 550 hommes dont 300 Polynésiens : les Tamarii volontaires.
Il convient cependant de rappeler que le bataillon du Pacifique ne sera pas le seul à quitter le fenua. Ainsi un premier contingent est formé le 14 janvier 1941. Il se compose de 65 officiers mariniers et marins, provenant de l’aviso Dumont d’Urville et de la marine des EFO. Le second contingent regroupe 22 mécaniciens et arrimeurs et 22 volontaires et quitte Tahiti le 31 mars 1941.
Quant au capitaine Broche, il est nommé commandant supérieur des troupes et doit rejoindre Nouméa. Promu au grade supérieur, il quitte le sol tahitien le 21 octobre 1940. C’est donc le lieutenant Ravet qui doit former le corps expéditionnaire à Tahiti puisqu’il devient au départ du commandant Broche, commandant des troupes de Tahiti. Il va alors s’attacher à la préparation de ce contingent de volontaires en attendant le navire qui doit les emmener en Nouvelle-Calédonie. Ce bateau sans cesse reporté au lendemain est surnommé par les Tahitiens eux-mêmes : « ananahi » qui signifie « demain ». Finalement, les tamarrii volontaires quittent le fenua le 21 avril 1941.
Le 30 avril 1941, les 300 Polynésiens arrivent à Nouméa et font connaissance avec les 300 Calédoniens et Néo-Hébridais (au nombre d’une quinzaine) qui vont former le premier bataillon du corps expéditionnaire du Pacifique sous le commandement du commandant Broche. Ce bataillon est ainsi composé de deux compagnies de Polynésiens et de deux compagnies de Néo-Calédoniens et Néo-Hébridais.
Le 5 mai 1941, les 600 combattants du Pacifique reprennent la traversée à bord du Zealandia (paquebot néo-zélandais) pour rejoindre l’Australie et Sydney, qu’ils atteignent le 9 mai. 
Ils rejoignent alors le camp de Liverpool à une trentaine de kilomètres de Sydney. L’entraînement commence le 19 mai 1941 et se compose de marches forcées, de maniements d’armes et de cours théoriques et pratiques.
La 1re division légère des Forces françaises libres est formée le 10 mai 1941, à Qastina en Palestine. Sous les ordres du général Legentilhomme, elle regroupe tous les éléments alors ralliés à la France Libre, dont notamment :
- la 13e demi-brigade de Légion étrangère qui, après avoir participé à la campagne de Norvège, rejoint Londres en juin 1940 ;
- le 1er bataillon d'infanterie de marine, constitué à Ismaïlia, en Égypte ;
- la presque totalité du 3e bataillon du 24e régiment d'infanterie coloniale, venu de Chypre en juillet 1940 ;
- des bataillons de marche.

Progressivement, d'autres troupes viennent s'ajouter à celles d'origine.

#### L’arrivée du bataillon du pacifique au Moyen-Orient
Le 27 juin 1941, le bataillon du Pacifique embarque à bord du RMS Queen Elizabeth et continue son entraînement à bord du paquebot. Le 1er août 1941, il débarque au Moyen-Orient pour rejoindre le camp de Quastina qu’il quitte pour la Syrie le 19 août 1941. Il atteint ainsi Damas par train le même jour puis rejoint le bivouac de Katana. L’instruction et l’entraînement se poursuivent avec du nouveau matériel qui est affecté au bataillon. Après la campagne de Syrie en 1941, la 1re division légère des Forces françaises libres se transforme en "Groupe de divisions des Forces françaises libres", comprenant les 1re et 2e divisions légères.  
Le commandant Broche est promu lieutenant-colonel.
Le 28 décembre 1941, le bataillon reprend la route en direction de l’Égypte. 
Le 2 janvier 1942, il traverse Le Caire et bivouaque au camp de Mena au pied des Pyramides.
Le 15 janvier 1942, le bataillon prend place au sein du dispositif d’attaque du piton d’Halfaya où plusieurs bataillons allemands et italiens se sont retranchés. L’assaut est lancé le 17 janvier et l’ennemi se rend pratiquement sans combattre. 6 000 allemands et italiens sont faits prisonniers.
Le 27 janvier, le bataillon déborde Tobrouk avec la Division Française Libre (DFL) du général Koenig qui a reçu pour mission de former avec la brigade polonaise du général Anders, l’élément de recueil des unités anglaises en pleine retraite. Le 30 janvier, ils s’installent donc à El Mechili.

#### La bataille de Bir Hakeim et la poursuite de l’épopée en Afrique du Nord
Le 14 février, la DFL s’installe en plein désert libyen à Bir Hakeim. La brigade continue l’aménagement de la position, commencée par les britanniques. Ainsi, 50 000 mines antichars sont enfouies autour de la position. Des tranchées, trous d’hommes, observatoires et positions pour les armes lourdes sont mis en place. Par ailleurs, le général anglais fait organiser des jock-colonnes, du nom du général écossais Jock Campbell, pour quadriller le secteur autour de Bir Hakeim.
Pour faire face aux troupes germano-italiennes, les Français disposent de pièces antichars : canons de 25, 47 et 75 mm, d'artillerie antiaérienne : canons Bofors AA de 40 mm et de mortiers de 60 et 81 mm. Ils sont en outre équipés d'une soixantaine de blindés légers chenillés Universal Carrier. La troupe est constituée notamment de deux bataillons de Légion étrangère, d'un bataillon d'infanterie de marine (BIM), du bataillon du Pacifique (BP), du 2e bataillon de marche de l'Oubangui, d'une compagnie nord-africaine, d'une compagnie de sapeurs-mineurs. La défense anti aérienne (DCA) est renforcée par une batterie anglaise. Au total, plus de trois mille sept cents hommes, qui bénéficient du soutien logistique et de la couverture aérienne des Britanniques.
Le 27 mai, la 132e division blindée Ariete attaque la position par l’est et se heurte à la défense alliée. 
32 chars sont détruits et une centaine d’italiens sont faits prisonniers.
Le 1er juin, le lieutenant-colonel Broche quitte Bir Hakeim avec le bataillon du Pacifique pour rejoindre Retonda Signali. Lors de la reconnaissance de ce point, la situation à Bir Hakeim s’aggrave et cause le retour du bataillon le 3 juin.
Le 6 juin, l’ennemi appuyé par l’artillerie commence son attaque. Les défenses tiennent bon mais le 9 juin, le lieutenant-colonel Broche est tué dans le bombardement de son QG. Le commandement décide peu après le repli de la position qui sera réalisé dans la nuit du 10 au 11 juin. 900 soldats de la DFL trouveront la mort lors de l’exfiltration.
Lors de ces missions, le lieutenant-colonel Broche avaient fait travailler ses radios en tahitien de manière à déjouer les écoutes allemandes, notamment lors du repli du 11 juin.  
Le 1er juillet 1942, en raison des pertes subies à Bir Hakeim, le BIM et le BP fusionnent pour former le bataillon d'infanterie de marine et du Pacifique (BIMP). 
Après la victoire d’El Alamein, le BIMP fait jonction avec la colonne Leclerc, le 28 janvier 1943 et combat alors en Tripolitaine et dans le sud-tunisien. Regroupant les éléments des Forces françaises libres combattant aux côtés des troupes britanniques en Libye, la 1re division française libre est créée le 1er février 1943. Le 5 mai 1943, le bataillon reprend sa place au sein de la DFL et combat dans le Djebel Garci. Le 15 mai la campagne de Tunisie est terminée.
Le 25 mai le bataillon se met en route pour la région de Sousse puis retourne en Tripolitaine. L’unité traverse alors une période calme consacrée à l’instruction. La 1re division française libre devient 1re division motorisée d'infanterie en août 1943 puis 1re division de marche d'infanterie en avril 1944. Le 17 avril 1944, elle embarque à Bône à destination de l’Italie.

#### L’arrivée du bataillon en Italie puis en France
Le 21 avril 1944, le bataillon débarque à Naples et se regroupe dans la région d’Avellino. Le front est alors stabilisé le long du Garigliano et de la ligne Gustav. L’attaque est lancée le 11 mai. La division à laquelle appartient le BIMP s’empare de San Andréa. La ligne Gustav est alors rompue. Le 13 mai, le bataillon exploite son succès en direction de San Appolinare et San Ambrogio. Il s’empare ensuite des boucles du Garigliano et du Liri le 14 mai, qu’il franchit le 20 mai. Le front allemand est alors enfoncé. Rome est prise le 5 juin 1944 et le 11 juin, l’action est relancée en direction de Sienne. Le 21 juin 1944, la division est relevée et dirigée vers le sud de l’Italie en prévision du débarquement dans le sud de la France.
Le 30 juillet 1944, le bataillon arrive à Tarente et prépare le débarquement sur le sol français. Il embarque le 7 et débarque le 16 août 1944 à Cavalaire. 
Le bataillon atteint Hyères le 21 août puis s’empare du Golf Hôtel en capturant de nombreux prisonniers. Toulon est atteint le 24, le bataillon participe alors à la réduction des dernières résistances. Il atteint ensuite la région de Nîmes le 1er septembre puis celle de Lyon le 3 septembre 1944. 
Le 16 septembre, la division à laquelle appartient le bataillon reçoit l’ordre de relever une division américaine dans la région de Lure en Haute-Saône. Le 22 septembre, le bataillon atteint Magny-Jobert puis Ronchamp au début d’octobre après de violents combats.
Les soldats du Pacifique sont alors relevés le 10 novembre 1944 et passent l’hiver dans la région parisienne. Cependant le BIMP réorganisé avec ses nouvelles recrues  poursuit son avancée vers l’Alsace. Il participe alors à la conquête de Giromagny à 15 km de Belfort. Puis pour prêter main-forte aux formations FFI de Bordeaux, il est envoyé à Royan et participe à la réduction de la poche de résistance allemande dans cette région. 
Il regagne alors l’Alsace le 2 janvier 1945 et doit protéger les abords de la ville de Strasbourg, menacée par une offensive allemande. Strasbourg est sauvée le 13 janvier. Le 20 janvier, le bataillon prend part à la réduction d’une poche de résistance dans la région de Colmar. 
La ville est libérée le 1er février. Après une courte période de repos, le bataillon est envoyé le 28 février sur le front des Alpes pour s’emparer du massif de l’Authion. 
Le 9 avril 1945, le général de Gaulle remet au bataillon la croix de la libération.
Dans les Alpes, l’attaque est lancée le 10 avril. Le 12, le bataillon fait tomber un des derniers bastions de l’Authion. La division à laquelle appartient le bataillon va alors exploiter son succès jusqu’en Italie. Turin n’est alors qu’à quelques kilomètres quand l’Allemagne capitule le 8 mai 1945. Les soldats du Pacifique relevés du front à la fin de l’année 1944 séjournent dans la caserne Latour Maubourg à Paris jusqu’en septembre 1945. 
La 1re DFL est dissoute le 15 août 1945. Ils rejoignent alors Saintes en Charente-Maritime où ils restent jusqu’à Noël 1945. Puis ils partent en direction de Saint Laurent du Var près de Nice, où ils restent jusqu’en février 1946. Ils embarquent à Marseille, le 13 mars 1946, à bord du Sagittaire en direction de Papeete. Après une dernière escale à Fort de France en Martinique, ils foulent enfin le sol de Tahiti le 5 mai 1946.
À son retour du Pacifique, le BIMP est dissous.
Au cours de cette épopée, 76 tahitiens sont morts pour la France.

### La seconde moitié duXXesiècle
Le 1er juillet 1949, le Bataillon Mixte d’Infanterie Coloniale du Pacifique créé en 1948 en Nouvelle-Calédonie envoie un détachement à Tahiti. En 1958, le BMICP devient le Bataillon d’infanterie de marine du pacifique (BIMP) et le 1er janvier 1963 la compagnie autonome se transforme en Bataillon d’Infanterie de Marine de Tahiti (BIMaT), sous les ordres du chef de bataillon Delayen, héros de la seconde guerre mondiale et d’Indochine. La 2e compagnie s’installe à Faa’a. La 1re compagnie rejoint Taravao et remet le fort en état cette même année.
Essais de 1966 à 1974 à Mururoa et Fangataufa en atmosphère, puis en souterrain à partir de 1975, jusqu'à la suspension des essais par François Mitterrand en avril 1992.
1977 : la Polynésie reçoit son nouveau statut qui la pourvoit d'un gouvernement territorial.  
1980 : la caserne Bruat prend le nom de quartier lieutenant-colonel Broche.
1er janvier 1981 : Changement d’appellation pour devenir le Régiment d’Infanterie de Marine du Pacifique - Polynésie.

### Les défis duXXIesiècle
Jusqu'en janvier 2000, le 5e Régiment Étranger (Légion étrangère) veille sur l’atoll de Moruroa. À partir de 2000, cette mission est confiée au Régiment d’Infanterie de Marine du Pacifique-Polynésie.
En 2012, le RIMaP-P prend l’appellation de Détachement Terre Polynésie / Régiment d’Infanterie de Marine du Pacifique – Polynésie, en vue de sa dissolution. Le régiment a alors subit de grosses diminutions d’hommes et de moyens. Ainsi, la 1re compagnie de combat, surnommée « les sauvages », qui était détachée à Taravao, dans le fort à la limite de la presqu’île, a été dissoute. 
Le régiment disposait par ailleurs de trois centres d’instruction spécialisée :
- l’un aux techniques commandos de franchissement situé au Belvédère de Pirae,
- un autre aux activités nautiques, implanté à Tautira sur la presqu’île
- et le dernier destiné à l’apprentissage des techniques de vie et de combat dans la jungle polynésienne, implanté au Faaone.

Ils ont été fermés lors de cette période.
Finalement, le régiment n’a pas été dissous. 
Depuis le 1er août 2015 il a repris son appellation de RIMaP-P, et relance les activités d'aguerrissement et de présence dans tous les archipels de Polynésie.

## Le régiment actuel

### Présentation du RIMaP-P

#### L’organisation et l’implantation du régiment
Le RIMaP-P est principalement implanté sur la commune d’Arue (3 km du centre de Papeete) dans la caserne lieutenant-colonel Broche où il dispose d’un poste de commandement (PC) et de quatre compagnies. Le régiment partage la caserne avec le régiment du service militaire adapté de Polynésie française mais également de nombreux autres services interarmées. 
Le quartier dispose d’un stade et d’une salle de musculation. Le régiment et les Forces armées en Polynésie française proposent à leurs ressortissants et à leurs familles de nombreux clubs de loisirs culturels polynésiens ou sportifs à dominante maritimes : plongée, va’a (pirogue), voile.
La compagnie de commandement et de logistique (CCL), à vocation essentiellement administrative et technique, participe aux missions de service intérieur et de présence du régiment. Elle est apte à mettre sur pied, en cas de crise ou de catastrophe naturelle, un PC régimentaire et un soutien logistique approprié. Elle est composée de permanents essentiellement, affectés en Polynésie pour une période de trois ans.
La 2e compagnie et la 4e compagnie sont des unités mises en place pour quatre mois : chaque compagnie est composée de deux sections de 27 hommes provenant de régiments de métropole. Ces militaires sont en mission de courte durée (MCD) et retournent dans leurs régiments respectifs à l’issue de la mission en Polynésie.   
La 3e compagnie, composée exclusivement de réservistes du Fenua, est en mesure de mettre sur pied sur préavis très court, un groupe ou une section de combat avec tout ou partie d’une section de commandement. Elle développe et entretient les savoir-faire nécessaires à l’exécution des missions communes de l’armée de terre et participe aux exercices régimentaires et interarmées annuels ainsi qu’aux contrôles organisés par le corps. 
Le régiment dispose aussi d’un cynodrome, à Papeari (60 km du centre de Papeete), où les spécialistes maîtres-chiens entraînent leurs chiens aux missions de sécurité. Le dépôt de munitions de Papeari et le champ de tir du Faaone dépendent également du régiment.

### Les missions du RIMaP-P
Le régiment détache en permanence 17 hommes qui se relayent tous les mois sur Moruroa pour participer à l’entretien de l’île (bucheronnage, défrichage…) et à sa surveillance (patrouilles terrestres et maritimes). Lors de la relève des militaires en missions de courte durée, la permanence est assurée par la 3e compagnie.
Les compagnies « tournantes » réalisent également des missions d’aides aux populations.
Les missions Teramaii, au cours desquelles trois militaires du régiment partent en reconnaissance pour deux à quatre jours sur une île de la Polynésie. Elles sont généralement suivies de missions Taamuraa, lors desquelles une section est projetée pour deux semaines sur une île. Lors des missions Taamuraa, la section réalise des chantiers communaux en collaboration avec les habitants de l’île, afin de renforcer les liens armée-nation et pour aider les populations. Ces missions permettent également de se renseigner sur ces îles et les militaires métropolitains découvrent par la même occasion la culture polynésienne. Les plus jeunes Polynésiens découvrent alors aussi ce qu’est l’armée. 
Les missions Teramaii permettent de s’intéresser à l’organisation de l’île en général et sur ses infrastructures. Lors de ces missions, les militaires repèrent d’éventuels chantiers pouvant être réalisés lors de mission Taamuraa et expertisent le matériel nécessaire. Un premier contact est alors établi avec les habitants. 
Une des missions principale du RIMaP-P est d’assurer la protection des populations en cas de catastrophes naturelles (cyclones, tsunami…). Pour cela le régiment dispose de lots cyclones (tronçonneuses, pelles, pioches…) et les sections sont prêtes à intervenir sur l’ensemble du territoire en cas de sinistre, réservistes comme militaires en mission de courte durée. 
En janvier 2017, à la suite des fortes inondations survenues à Tahiti dans la nuit du 21 au 22 janvier, le régiment a déployé plus de 150 hommes par jour pendant une semaine sur le fenua.
Les militaires en missions de courte durée réalisent également une séquence d’entraînement opérationnel au cours de leur mandat en s’entraînant au tir, au combat sur la presqu’île et un contrôle opérationnel est systématiquement organisé pour évaluer le niveau des militaires au combat. Des exercices régimentaires sont organisés tous les ans, comme l’exercice Koa Moana qui s’est déroulé en 2016 en collaboration avec les US Marines.
Les soldats du RIMaP-P assurent également la sécurité de sites militaires sensibles de Tahiti.

### Filiation du RIMaP-P
- 4 juin 1916 : bataillon mixte du Pacifique,
- 10 décembre 1916 : bataillon de tirailleurs du Pacifique,
- 6 avril 1917 au 10 mai 1919 : bataillon de marche du Pacifique,
- 1938 : compagnie autonome d'infanterie coloniale de Tahiti
- 1941 : bataillon du Pacifique,
- 1942 : bataillon d'infanterie de marine et du Pacifique après la fusion avec le 1er bataillon d’infanterie de marine,
- 1948 : détachement autonome de Tahiti,
- 1959 : détachement autonome d’infanterie de marine de Tahiti,
- 1er janvier 1963 : bataillon d’infanterie de marine de Tahiti,
- 1er janvier 1981 : régiment d’infanterie de marine du Pacifique – Polynésie,
- 19 juillet 2012 : détachement Terre Polynésie / RIMaP-P.
- 1er août 2015 : régiment d’infanterie de marine du Pacifique – Polynésie.

### Inscription sur l'emblème du RIMaP-P
Il porte, cousu en lettres d'or dans ses plis : 

#### Hyères-Vosges 1944

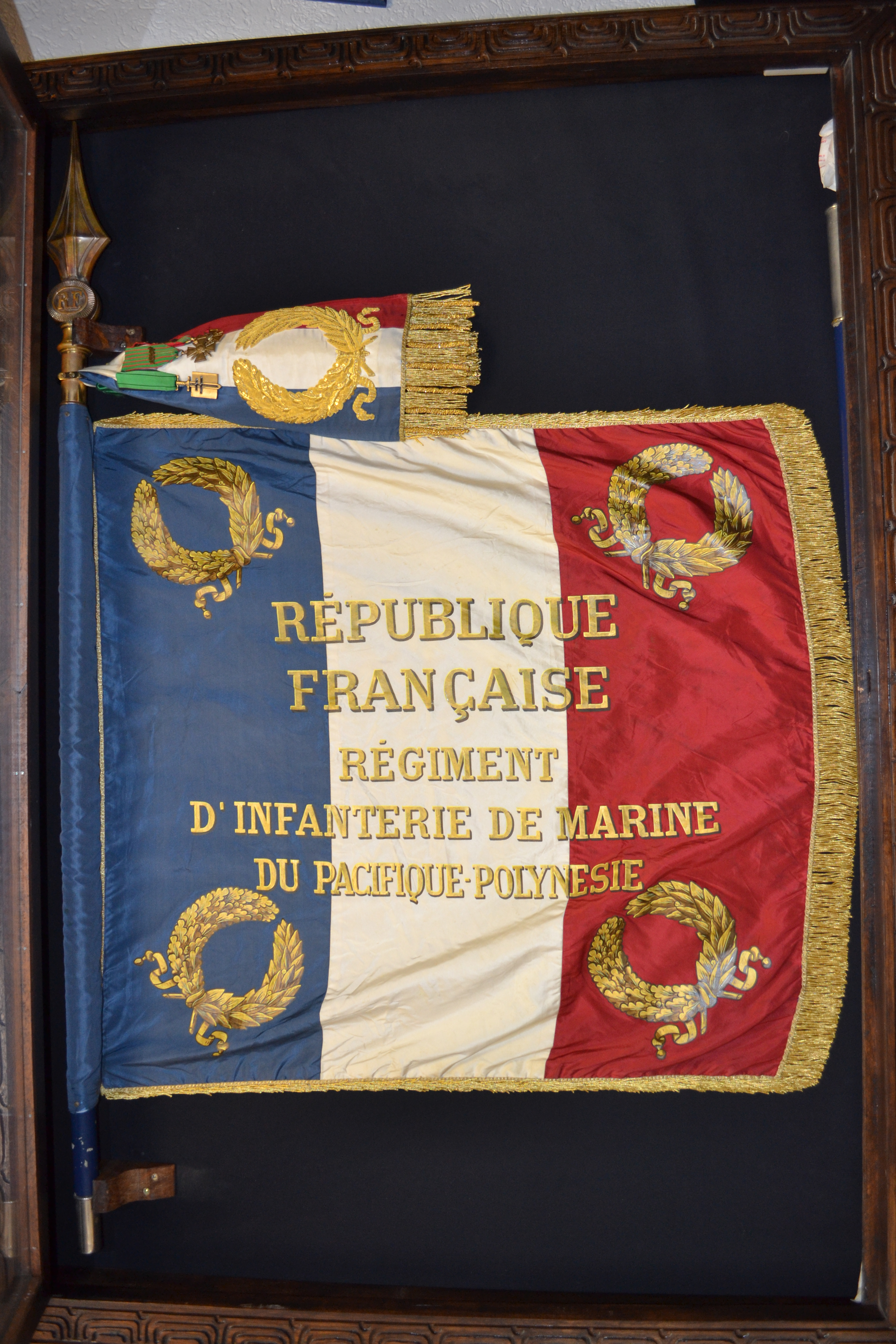
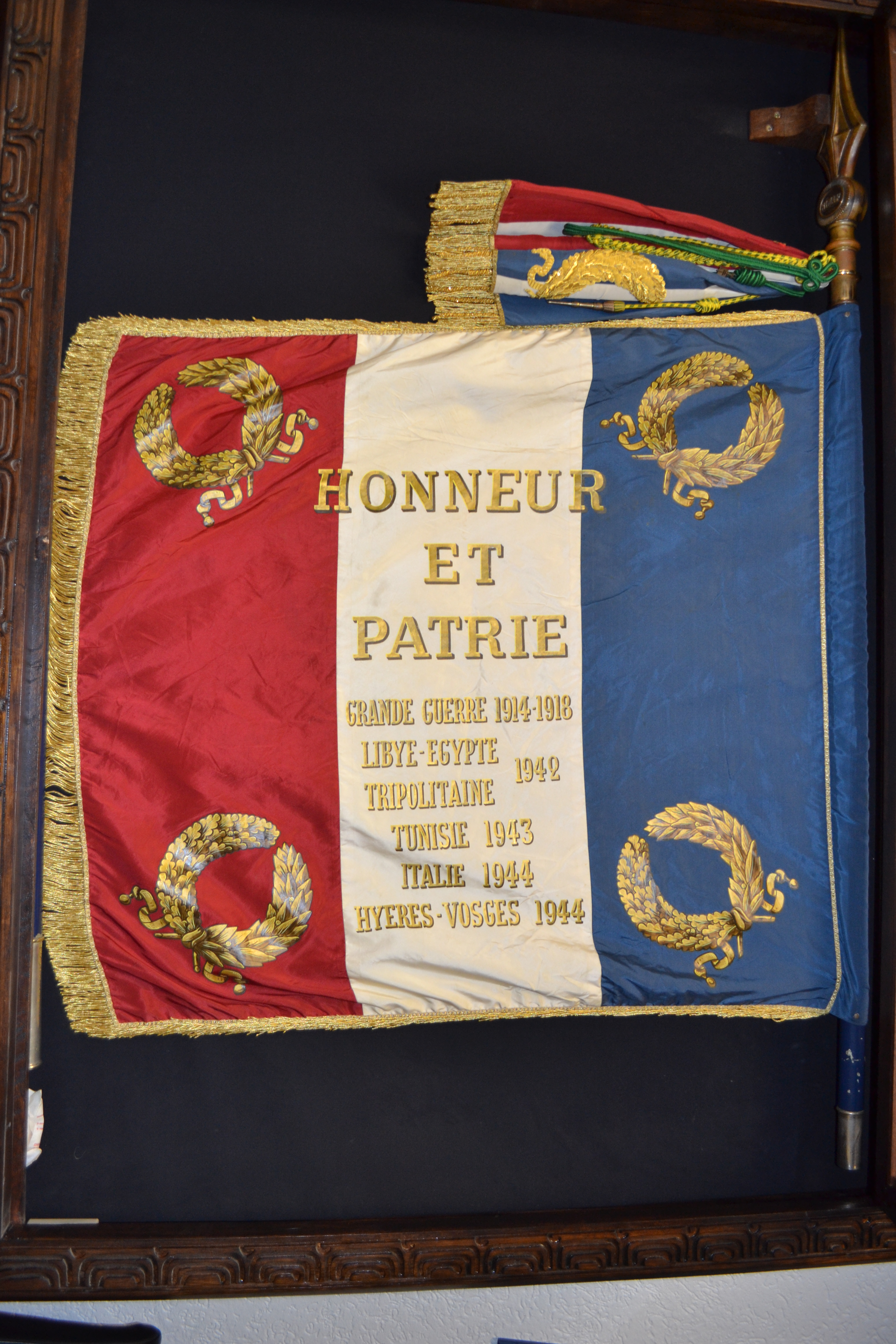

## Traditions

### La fête des troupes de marine
- Elle est célébrée à l'occasion de l'anniversaire des combats de Bazeilles, ce village qui a été quatre fois repris et abandonné sur ordres, les 31 août et le 1er septembre 1870.

### Et au nom de Dieu, vive la coloniale
- Les Marsouins et les Bigors ont pour saint patron Dieu lui-même. Ce cri de guerre termine les cérémonies intimes qui font partie de la vie des régiments.

### Chant du régiment
Chant régimentaire du RIMaP-P en Tahitien
MATOU TEIE TAMARII VOLONTAIRES (nous sommes des enfants volontaires)

O TA OE I TITAU MAI NEI (que tu as appelés)

TE FAARII NEI MATOU I TE TURE (nous acceptons ta loi)

NO TO TATOU HAU METUA (de la part de la mère patrie)
TEIE MAI NEI TO MAU TAMARII (voici les enfants volontaires)

O TA OE I TITAU MAI NEI (que tu as appelés)

TEI HIA ROA TO'NA TAURAA, TE VAHI O TEI POHE (ils sont sur la piste prêts à embarquer, vers un lieu où la mort rôde)